# تپه کهنه قلعه
تپه کهنه قلعه مربوط به مس و سنگ است و در شهرستان شاهین دژ، بخش مرکزی، دهستان صفاخانه، روستای اینچه افشار واقع شده و این اثر در تاریخ ۷ اسفند ۱۳۸۵ با شمارهٔ ثبت ۱۷۶۶۲ به‌عنوان یکی از آثار ملی ایران به ثبت رسیده است.